# Eudonia gonodecta
Eudonia gonodecta là một loài bướm đêm trong họ Crambidae.